# Teddy Cobeña
Teddy Cobeña Loor (Portoviejo, 16 de abril de 1973) es un médico, escritor y escultor ecuatoriano-español de estilo expresionista figurativo con un componente surrealista. Reside en Barcelona (España).

## Biografía
Hijo del hipnoterapeuta David Cobeña Vinces y la maestra Judith Loor Rodríguez. Durante su adolescencia se interesó por el estudio de la anatomía y el arte cuando tenía a su alcance en la biblioteca de casa la vida de Leonardo da Vinci. Inició sus estudios de medicina en Guayaquil (Ecuador) y continuó su formación en Barcelona (radiología, medicina evaluadora y medicina preventiva), donde realizó paralelamente la formación como escultor haciendo estudios en la Escuela de Arte Massana y talleres en la Barcelona Academy of Art y The Florence Academy of Art en Italia.
Su primera obra "sueños" hecha en bronce en Barcelona está en el Museo del Palazzo Panciatichi del gobierno de la Toscana en Florencia (Italia), desde julio de 2013 a petición del Consigliere regionale Eugenio Giani.
En noviembre de 2016 recibió los premios internacionales de escultura "Aigle de Bronce" y "Villa de Niza" en Francia, con motivo de la celebración de la 28 Exposición de artes plásticas "Aigle de Nice".
Durante la inauguración de la exposición Renaixement (Renacimiento) en Roma, en abril de 2015, se refirió públicamente a algunas percepciones humanas como sensorrealismo para describir "las sensaciones positivas y emotivas al ver, oír o tocar una obra de arte", palabra que ha sido usada en plataformas de arte y en algunas de sus exposiciones, la más significativa la denominada Surrealisme & Sensorrealisme en Kobe (Japón) en junio de 2017 donde el Gobierno Regional de Hyogo le otorgó el Premio Internacional de Arte.

## Obra
Su trabajo es figurativo bajo la influencia inicial de Jean-Baptista Carpeaux y Auguste Rodin. Posterior a ello el surrealismo y el expresionismo fueron notorios en sus esculturas, característica que conserva hasta la actualidad haciendo uso del bronce y de la terracota en la mayoría de ellas y en menor medida de la piedra y del hierro.

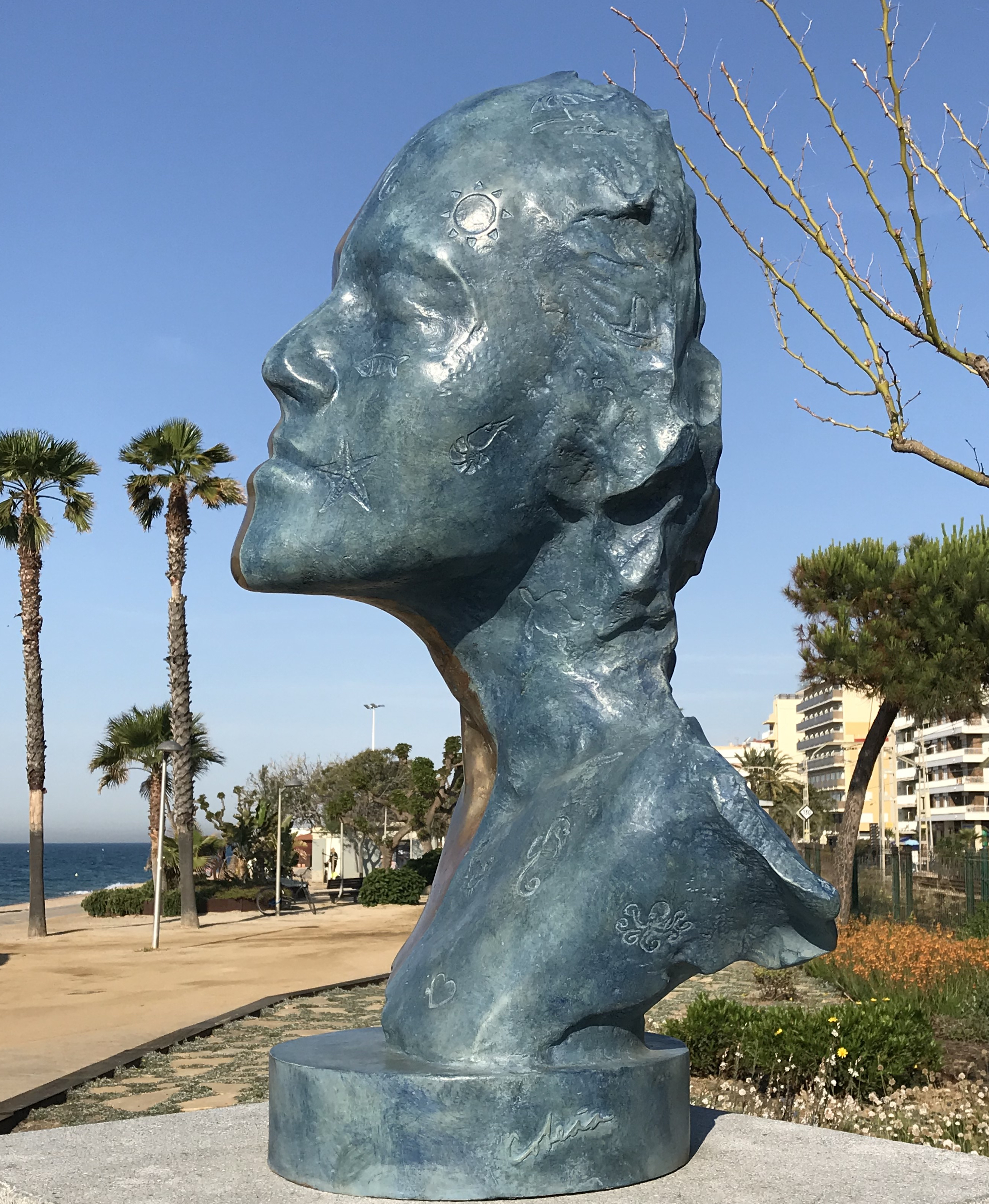
Obra en bronce ubicada en la playa "els pescadors" de Pineda de Mar (España)
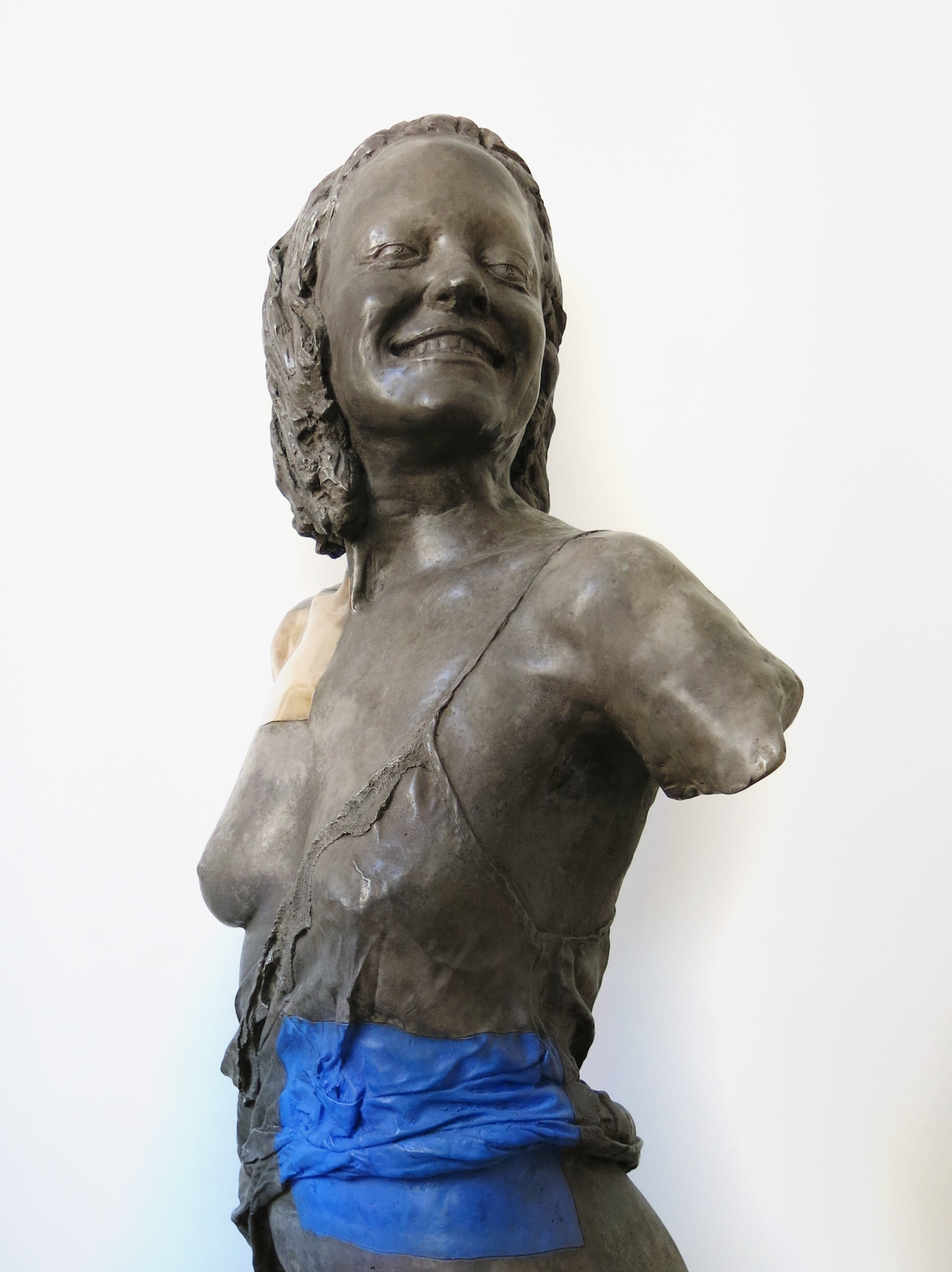
"Mirando al mar". Escultura figurativa en bronce con juego de pátinas

La combinación de colores (pátinas) y en ocasiones el resalte del mismo metal utilizado en las distintas formas de figuración es frecuente en su estilo.

## Reconocimientos
- Medalla "Leonardo Martínez Bueno" (España)[2][20][21]
- Medalla "Mateo Inurria" (España)[4][22]
- Mención de Honor de Escultura de la Asociación Española de Pintores y Escultores (España)[23][4]
- Premio Internacional de Escultura "L'Aigle de Bronce" (Francia)[10][11]
- Premio Internacional de Escultura "Villa de Nice" (Francia)[10][12][11]
- Medalla Pont-de-Chéruy (Francia)[24][25]
- Premio Internacional Hyogo de Arte (Japón)[18]

## Exposiciones destacadas
- 2014 - Solidart. Consiglio de la Toscana, Florencia (Italia)[6][7][8]
- 2015 - L'art contemporain. Galerías del Museo de Louvre de París (Francia)[26][27]

- 2015 - Renaixement. Roma (Italia)[13]
- 2016 - Exposición 51 Reina Sofía (Madrid)[28]

- 2016 - Exposición en "L'Aigle de Nice" donde recibió el premio Internacional de Escultura Aigle de Bronce (Francia)[11][12]
- 2017 - Exposición 52 Reina Sofía (Madrid)[29][30][31]
- 2017 - Surrealism & Sensorrealism, Kobe (Japón)[16]

## Libro
- Estoy hablando de ti,[32][33] ISBN 978-8469755464.